# Apomatus ampulliferus
Apomatus ampulliferus är en ringmaskart som beskrevs av Philippi 1844. Apomatus ampulliferus ingår i släktet Apomatus och familjen Serpulidae. Inga underarter finns listade i Catalogue of Life.